# تان‌فونگ (باک‌لیئو)
تان‌فونگ  (به ویتنامی: Xã Tân Phong) یک قصبه‌ای در ویتنام است که در استان باک‌لیئو واقع شده‌است.